# HD 67370
HD 67370，又名BD+42 1819，SAO 42199、HR 3181，是一颗恒星，视星等为6.27，位于銀經177.88，銀緯31.79，其B1900.0坐标为赤經8h 2m 31.1s，赤緯+42° 31.79′ 25″。